# Ivan Davidov
Pour les articles homonymes, voir Davidov.
Ivan Aleksandrov Davidov (bulgare : Иван Александров Давидов) (né le 5 octobre 1943 à Sofia en Bulgarie et décédé le 19 février 2015 dans la même ville) est un joueur de football international bulgare, qui évoluait au poste de milieu de terrain.

## Biographie

### Carrière en sélection
Avec l'équipe de Bulgarie, il dispute 11 matchs (pour un but inscrit) entre 1964 et 1970. 
Il figure notamment dans le groupe des sélectionnés lors des Coupes du monde de 1966 et de 1970. Il joue un match face à la Hongrie lors du mondial 1966 et une rencontre face au Pérou lors de l'édition 1970.

## Palmarès
Slavia Sofia
- Coupe de Bulgarie (1) :
  - Vainqueur : 1966.